# ریزقورباغه آمائو
ریزقورباغه آمائو(نام علمی: Paedophryne amauensis) نام یک گونه از قورباغه‌های پاپوآ گینه نو است. این گونه در اوت ۲۰۰۹ کشف شده و به‌طور رسمی در ژانویه ۲۰۱۲ توصیف شد. قورباغه‌ریزه آمائو ۷٫۷ میلیمتر بیشتر طول ندارد و به این خاطر کوچک‌ترین مهره‌دار در جهان به‌شمار می‌آید.
گونهٔ این قورباغه جالب‌توجه در اوت ۲۰۰۹ توسط کریستوفر آستین خزنده‌شناس دانشگاه ایالتی لوئیزیانا و دانشجوی دکترای وی، اریک ریتمایر در حالی کشف شد که آنها در سفری اکتشافی و تحقیقی برای کشف تنوع زیستی در پاپوآ گینه نو حضور داشتند. گونه جدید در نزدیکی روستای آمائو و در استان مرکزی (پاپوآ گینه نو) یافت شد که نام آن نیز به همان محل کشف انتساب داده شد. تحقیقات و بررسی‌هایی که منجر به کشف این قورباغه گردید در مجله علمی و معتبر پلاس وان در ژانویه سال ۲۰۱۲ منتشر شد.
از آنجایی که این قورباغه‌ها صداهایی شبیه به صدای حشرات ایجاد می‌کردند و در میان برگ‌های کف جنگل استتار می‌نمودند، شناسایی آنها به دشواری بسیار صورت پذیرفت. آستین و ریتمایر در هنگام ضبط صداهای قورباغه‌های شب‌زی در جنگل، از روش مثلث‌سازی برای شناسایی منبع یک جاندار ناشناخته بهره جستند و قورباغه‌ریزه آمائو را با جمع‌کردن مقداری برگ‌های پلاسیده و گذاشتن آنها در کیسه‌های پلاستیکی مخصوص، توانستند کشف کنند. این قورباغه کوچک در حالی که در حال پریدن در میان برگ‌ها و درون این کیسه‌های مخصوص بود مشاهده شد.